# Communauté de communes Cœur de Lomagne
La communauté de communes Cœur de Lomagne est une ancienne communauté de communes française, située dans le département du Gers.
Les communes qu'elle rassemble sont situées en Lomagne, au sud-est de Lectoure, à la limite du département de Tarn-et-Garonne.

## Historique
En 2013 elle a fusionné avec la communauté de communes Bastides du Val d'Arrats et la communauté de communes de Terride-Arcadèche pour former en 2013 la Communauté de communes des bastides de Lomagne.

## Composition
Elle était composée des communes suivantes :
1. Avezan
2. Bivès
3. Castéron
4. Estramiac
5. Gaudonville
6. L'Isle-Bouzon
7. Magnas
8. Mauroux
9. Pessoulens
10. Plieux
11. Saint-Clar
12. Saint-Créac
13. Saint-Léonard
14. Tournecoupe

## Sources
- Le SPLAF (Site sur la Population et les Limites Administratives de la France)
- La base ASPIC